# Sofia Open Challenger
Il Sofia Open Challenger, noto come BBB Open per ragioni di sponsorizzazione, è stato un torneo professionistico di tennis giocato su campi in terra rossa. Faceva parte dell'ATP Challenger Series. Si è giocata la sola edizione del 1999 a Sofia, in Bulgaria.

## Albo d'oro

### Singolare
| Anno | Campione       | Finalista       | Punteggio |
| ---- | -------------- | --------------- | --------- |
| 1999 | Marcello Craca | Orlin Stanojčev | 7–6, 6–0  |

### Doppio
| Anno | Campioni                      | Finalisti                       | Punteggio |
| ---- | ----------------------------- | ------------------------------- | --------- |
| 1999 | Tomas Behrend Karsten Braasch | Simon Aspelin Tobias Hildebrand | 6–3, 6–4  |